# Let's Change the World with Music
Let's Change the World with Music è il nono album del gruppo musicale britannico Prefab Sprout, pubblicato dall'etichetta Kitchenware nel 2009.
Tra i fan della band il disco era noto come uno degli album "perduti" registrati in forma di demo nel 1992 da leader del gruppo Paddy McAloon: era stato originariamente pensato per essere il successore di Jordan: The Comeback e avrebbe dovuto essere prodotto da Thomas Dolby.

## Tracce
Testi e musiche di Paddy McAloon.
1. Let There Be Music
2. Ride
3. I Love Music
4. God Watch Over You
5. Music Is a Princess
6. Earth, The Story So Far
7. Last of the Great Romantics
8. Falling in Love
9. Sweet Gospel Music
10. Meet the New Mozart
11. Angel of Love